# Melchsee-Kapelle

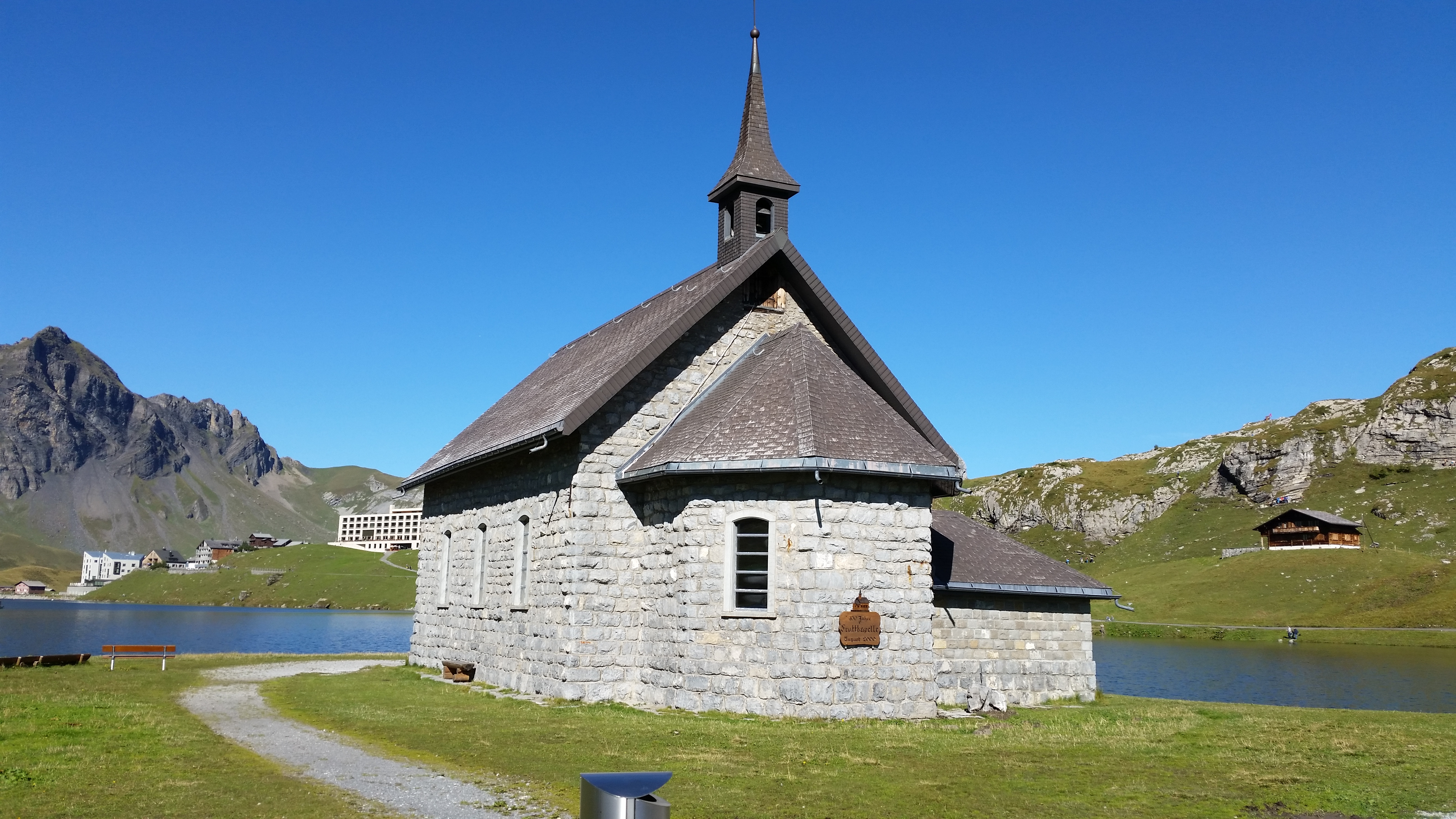
Kapelle am Melchsee, 2018

Die Melchsee-Kapelle (auch Frutt-Kapelle) ist eine in den Jahren 1899 bis 1900 errichtete römisch-katholische Kapelle auf Melchsee-Frutt im Kanton Obwalden.

## Geschichte
Die ursprüngliche Mariahilfkapelle stand schräg oberhalb der heutigen Kapelle, die sich auf dem Weg vom Kurhaus zum Distelboden unmittelbar am Ufer des Melchsees befindet. Franz Meinrad Alderhalden (1707–1788), Pfarrer in Kerns, erbaute die Kapelle auf eigene Rechnung. Sie ist neben der Tannalp-Kapelle und der Kapelle Aa eine von drei Kapellen auf Melchsee-Frutt. Alle drei Kapellen wurden am 13. August 1765 geweiht. Die heutige in den Jahren 1899 bis 1900 errichtete Kapelle ist geostet und hat ein Satteldach mit eingezogener Apsis. In dem Giebelreiter auf dem Dachfirst ist eine Glocke aufgehängt. Die Kapellen Aa, Melchsee und Tannalp befinden sich im Eigentum der 1973 gegründeten Stiftung der drei Kapellen auf den Hochalpen Aa, Melchsee und Tannen. Den Grund und Boden, auf denen die Kapellen stehen, verkauften die Alpgenossenschaft Kerns ausserhalb der steinernen Brücke, die Alpgenossenschaft Melchsee, die Privatgenossen von Kerns und die Melchsee-Alpgenossen von Sarnen im Jahre 1973 an die Stiftung. Die letzte Renovierung der Kapelle fand in den Jahren 1969 bis 1971 statt und kostete rund 153'000 Franken. 1986 wurde in der Kapelle eine Heizung installiert.

## Ausstattung

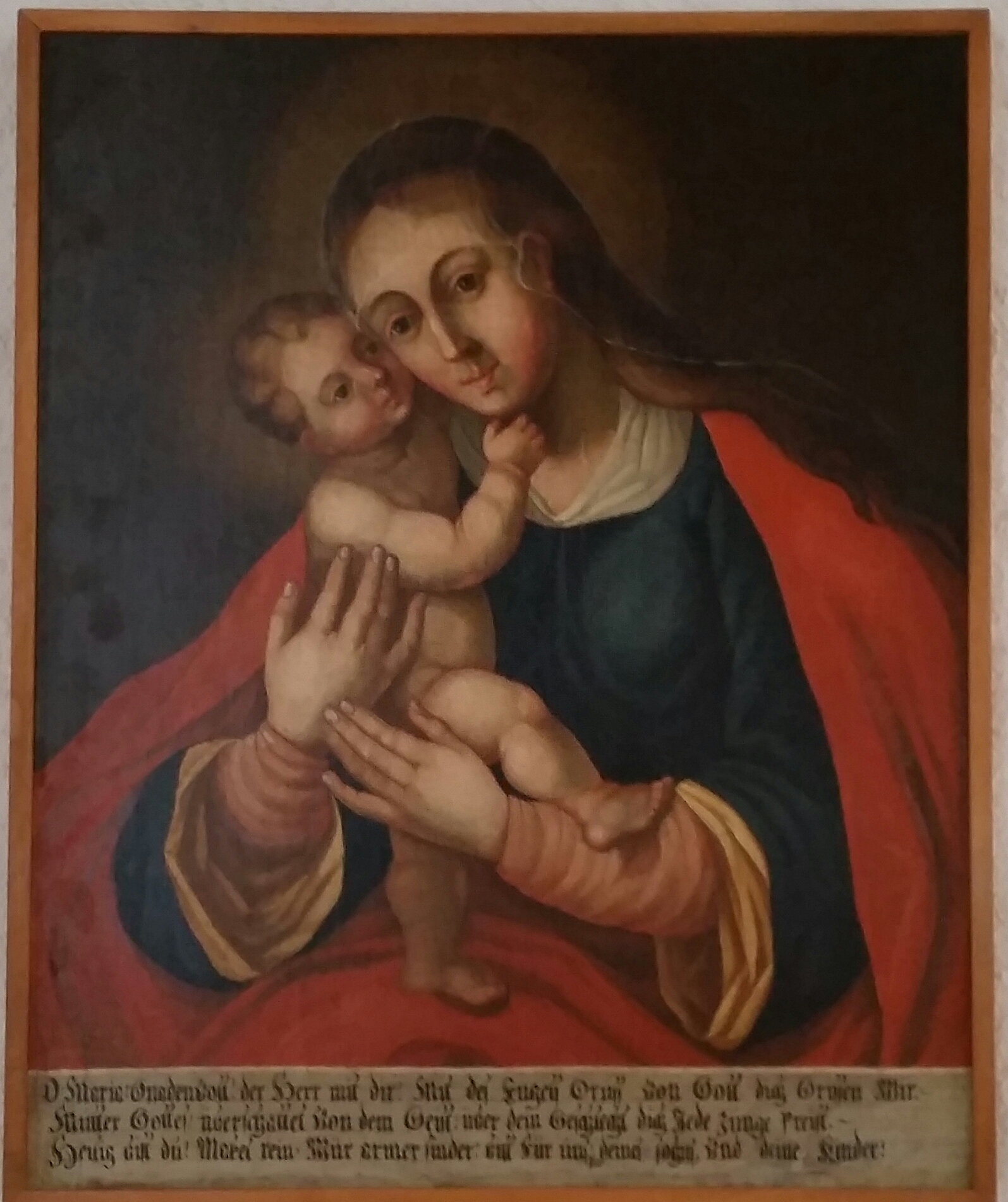
Gnadenbild Mariahilf, 2018

Das Gnadenbild Mariahilf an der linken Chorbogenwand stammt aus der ursprünglichen Kapelle. Franz Josef Weiss malte 1790 diese Kopie. Er fügte am unteren Bildrand ein Mariengebet ein.
O Maria!

Gnadenvoll!

Der Herr mit Dir!

Mit des Engels Gruß, von Gott dich Grüssen Wir Mutter Gottes!

Überschattet von dem Geist!

Über dein Geschlecht dich jede Zunge Preist.

Heilig bist du!

Makel rein.

Mür armer sinder!

Bitt für uns, deines Sohns, und deine Kinder.
Der Kreuzweg aus dem Jahre 1926 stammt von Beat Gasser aus Lungern. Die Wappen für die Fenster wurden von Bepp Haas aus Sachseln gezeichnet. An der rückseitigen Wand ist ein Bildzyklus des heiligen Wendelin angebracht. Die Fresken wurden 1951 von der Rückwand der alten Kapelle abgelöst, auf Holz aufgezogen und in der neuen Kapelle angebracht.